# Kabinett Lorenz II
Das Kabinett Lorenz II (Ministerium) bildete vom 7. Oktober 1927 bis 14. Juni 1928 die Landesregierung des Freistaates Schaumburg-Lippe. 
| Amt                          | Name                                                          | Partei  |
| ---------------------------- | ------------------------------------------------------------- | ------- |
| Staatsrat                    | Heinrich Lorenz                                               | SPD     |
| Mitglied der Landesregierung | Heinrich Kapmeier Wilhelm Seiger Rudolf Bretthauer W. Hansing | SPD DDP |